# Álvaro (obispo)
Álvaro debiera haber sido obispo pero solo fue elegido en el año 1276 y no ejerció como prelado de la diócesis de Oviedo

| Predecesor: Fernando I, Martínez | Obispo de Oviedo 1276 - 1276 | Sucesor: Fredolo I (obispo) |